# Nordlig svampklobagge
Nordlig svampklobagge (Mycetochara obscura) är en skalbaggsart som först beskrevs av Zetterstedt 1838.  Nordlig svampklobagge ingår i släktet Mycetochara, och familjen svartbaggar. Enligt den svenska rödlistan är arten nära hotad i Sverige. Arten förekommer i Götaland, Svealand, Nedre Norrland och Övre Norrland. Artens livsmiljö är skogslandskap.